# Hamburger Vergleich (1729)
Der Hamburger Vergleich von 1729 war eine völkerrechtliche Vereinbarung zwischen den Königreichen Dänemark unter König Friedrich IV. und Schweden unter König Friedrich I., die das Herzogtum Verden betraf.
Die säkularisierten Bistümer Verden und Bremen waren im Zuge des Westfälischen Friedens 1648 als Herzogtum Verden an Schweden gefallen. Im Zuge des Großen Nordischen Krieges zerbrach unter König Karl XII. die schwedische Vormachtstellung in Nordeuropa. Dänemark besetzte 1712 das Herzogtum zwischen Elbe und Weser und verkaufte es dann 1715 an das verbündete Kurfürstentum Hannover unter Georg I., der so wesentliche territoriale Voraussetzungen für das spätere Königreich Hannover und das heutige Niedersachsen schuf.
Im Hamburger Vergleich von 1729 erkannte Schweden gegen Zahlung einer Geldentschädigung seinen Gebietsverlust und die Abtretung des Herzogtums Verden an Hannover an.